# رفتن عمودی
رفتن عمودی، همچنین به عنوان سه ثانیه شناخته می شود ( روسی: Движение вверх) یک فیلم درام ورزشی روسی محصول ۲۰۱۷ به کارگردانی آنتون مگردیچف درباره پیروزی بزرگ تیم ملی بسکتبال شوروی بر تیم ملی بسکتبال آمریکا و پایان دادن به ۶۳ بازی برد پی در پی  آنها در مسابقات بسکتبال مردان المپیک تابستانی مونیخ است .
این فیلم پس از انتشار در ۲۸ دسامبر ۲۰۱۷ به موفقیت تجاری و انتقادی دست یافت. عمودی رفتن با فروش جهانی ۶۶٫۳ میلیون دلار آمریکا ، پردرآمدترین فیلم نوین روسی تمام دوران در زمان اکران بود.

## خلاصه فیلم
سال ۱۹۷۰ تیم ملی بسکتبال بزرگسالان شوروی سرمربی خود را تغییر داد. سرمربی جدید تیم، ولادیمیر گارانژین (ولادیمیر کوندراشین)، که همچنین سرمربی باشگاه بسکتبال بی سی اسپارتاک مستقر در لنینگراد ، لیگ برتر اتحاد جماهیر شوروی بود. در یک نشست مطبوعاتی گفت که در بازی های المپیک تابستانی مونیخ ، اتحاد جماهیر شوروی می تواند تیم ملی آمریکا را شکست دهد. اظهارات این مربی باعث ترس مقامات ورزش شوروی شد، زیرا هدف اصلی آنها این بود که در پنجاهمین سالگرد اتحاد جماهیر شوروی ، در بزرگترین صحنه ورزشی جهان، قوی عمل کنند و جایگاه خود را حفظ کنند.
ولادیمیر گارانژین ترکیب تیم شوروی را کاملاً دگرگون داد و دیگر بازیکنان زسکا مسکو در تیم شوروی نبودند، بلکه بازیکنان چندین باشگاه مختلف کشور بودند. گارانژین همچنین آموزش تیم را با تکنیک های جدید مربیگری آغاز کرد. او باید به تیم الهام بخشد و بازیکنان را متقاعد کند که می توانند تیم آمریکا را شکست دهند.
شهر مونیخ که سه روز قبل از حمله تروریستی ناآرام شده بود، همچنان میزبان مسابقات ورزشی در بازی های المپیک تابستانی بود. دو تیم پایانی، همانطور که توسط گارانژین پیش بینی شده بود، تیم های اتحاد جماهیر شوروی و ایالات متحده بودند. تا بازی پایانی، هر دو تیم بدون شکست بودند. و نتیجه بازی دراماتیک فینال در سه ثانیه پایانی بازی مشخص شد. .

## بازیگران
| بازیگران             | بازی های المپیک تابستانی                                                      |
| -------------------- | ----------------------------------------------------------------------------- |
| ولادیمیر ماشکوف      | ولادیمیر گارانژین ، سرمربی تیم ملی بسکتبال اتحاد جماهیر شوروی ، تغییر نام داد |
| ویکتوریا تولستوگانوا | اوگنیا گارانژینا، همسر ولادیمیر گارانژین                                      |
| نیکیتا یاکولف        | شورکا، پسر ولادیمیر گارانژین                                                  |
| آندری اسمولیاکوف     | گریگوری مویزف، دستیار سرمربی تیم اتحاد جماهیر شوروی                           |
| سرگئی گرماش          | سرگئی پاولوف، رئیس کمیته دولتی ورزش اتحاد جماهیر شوروی                        |
| مارات بشاروف         | گنادی ترشنکو، کارمند، عضو کمیته دولتی ورزش اتحاد جماهیر شوروی                 |
| جیمز تراتاس          | مودستاس پاولاوسکاس، کاپیتان تیم ملی بسکتبال اتحاد جماهیر شوروی (شماره ۵)      |
| ایراکلی میکاوا       | زوراب ساکندلیدزه ، بازیکن تیم ملی بسکتبال اتحاد جماهیر شوروی (شماره ۶)        |
| الکساندر ریاپولوف    | آلژان ژرممحمداف ، بازیکن تیم ملی بسکتبال اتحاد جماهیر شوروی (شماره ۷)         |
| اگور کلیموویچ        | الکساندر بولوشف ، بازیکن تیم ملی بسکتبال اتحاد جماهیر شوروی (شماره ۸)         |
| کوزما ساپریکین       | ایوان ادشکو بازیکن تیم ملی بسکتبال اتحاد جماهیر شوروی (شماره ۹)               |
| کریل زایتسف          | سرگئی بلوف ، بازیکن تیم ملی بسکتبال اتحاد جماهیر شوروی (شماره ۱۰)             |
| اوتار لورتکیپانیدزه  | میخائیل کورکیا ، بازیکن تیم ملی بسکتبال اتحاد جماهیر شوروی (№11)              |
| کریل زایتسف          | الکساندر بلوف ، بازیکن تیم ملی بسکتبال اتحاد جماهیر شوروی (№14)               |
| ایوان اورلوف         | سرگئی کووالنکو ، بازیکن تیم ملی بسکتبال اتحاد جماهیر شوروی (№15)              |
| الکساندرا رونکو      | الکساندرا اووچینیکوا، عروس الکساندر بلوف                                      |
| جان سویج             | هنری "هنک" ایبا                                                               |
| جی باودی             | مایک بانتوم                                                                   |
| الیور مورتون         | داگ کالینز                                                                    |
| شیلا ام. لاکهارت     | عابر پیاده آفریقایی آمریکایی                                                  |
| چیدی آجوفو           | جیم بروئر                                                                     |
| آندریوس پاولاویسیوس  | جوناس                                                                         |
| آیزایا جارل          | جیمی                                                                          |
| کنستانتین شپاکوف     | تونی جیمسون، بسکتبالیست آمریکایی                                              |
| الکساندر گروموف      | بازیکن بسکتبال                                                                |
| دانیل سولداتوف       | مایک، خبرنگار                                                                 |
| اولگ لبدف            | رانکو ژراویچا ، مربی تیم ملی یوگسلاوی                                         |
| الکسی مالاشکین       | الکساندر گوملسکی ، مربی تیم بسکتبال مردان اتحاد جماهیر شوروی                  |
| ناتالیا کوردیوبوا    | نینا یریومینا ، مفسر ورزشی شوروی                                              |
| کیبوه تریم           | دوایت جونز ، بسکتبالیست آمریکایی                                              |

## تولید
قبل از اکران فیلم، انتقاد شدید یوگنیا کوندراشینا و الکساندرا اووچینیکوا (بیوه های ولادیمیر کوندراشین و الکساندر بلوف) و یوری کوندراشین (پسر ولادیمیر پتروویچ) را برانگیخت. به نظر آنها نویسندگان فیلم وارد زندگی خصوصی خود شدند و بدون رضایت آنها اطلاعاتی در مورد آن در فیلمنامه گنجانده بودند.

## فیلمبرداری
تصویربرداری اصلی در اوت ۲۰۱۶ در مسکو آغاز شد.
آخرین صحنه های فیلم - صحنه های مسابقه نهایی مسابقات بسکتبال بازی های المپیک ۱۹۷۲ بین اتحاد جماهیر شوروی و تیم ملی ایالات متحده - در نخستین روزهای فیلمبرداری، آغاز شد.  به جای فیلمبرداری از انبوه هواداران، تبلیغات و سایر ویژگی های مسابقه مونیخ، تکنیک تیراندازی از فناوری " کروماکی " استفاده شده است.

## بازخورد
این فیلم بازخورد مثبتی از رسانه های روسی دریافت کرد، اما یک چیز واضح است که فیلم تبلیغاتی است.        وبلاگ نویس محبوب روسیه، یوتیوبر و منتقد فیلم کمدین بد به شدت از فیلم انتقاد کرد. او در یک پاسخ انتقادی دو ساعته  ، فیلمسازان را متهم به سرقت ادبی از معجزه (فیلم محصول سال ۲۰۰۴) کرد و از نادرستی‌های تاریخی متعدد و فاحشی که در زمان خود باعث شکایت خانواده‌های برخی از بازیگران فیلم و همچنین شکایت‌های قضایی شد، انتقاد کرد. تمایل به بافتن ماهرانه دیدگاه‌ها و پیام‌های سیاسی در فیلم، برای مثال تبدیل یکی از شخصیت‌های فیلم، یک بازیکن مشتاق طرفدار شوروی، به یک ناراضی ضد شوروی تحت نظارت کاگ‌ب. او همچنین طرح فیلم را فاجعه دانست و گفت که این فیلم کاملاً فاقد هرگونه منطق است و در جاهایی صرفاً برای برانگیختن احساسات در بینندگان ساخته شده است. پس از انتشار، رفتن عمودی به سرعت از بین ۱۰ فیلم برتر روسی خارج شد.  .

## فروش بلیط
با توجه به سیستم اطلاعات خودکار فدرال متحد در مورد نمایش فیلم در سالن های سینما (UAIS)، درآمد ناخالص فیلم تا سال ۲۰۱۸ بیش از ۲.۹ میلیارد روبل بوده است. ( ۵۴ میلیون دلار آمریکا )، که این فیلم را به پردرآمدترین فیلم در تاریخ توزیع سینمای روسیه ( دوران پس از شوروی ) تبدیل کرد.    